# 상주은모래비치해변

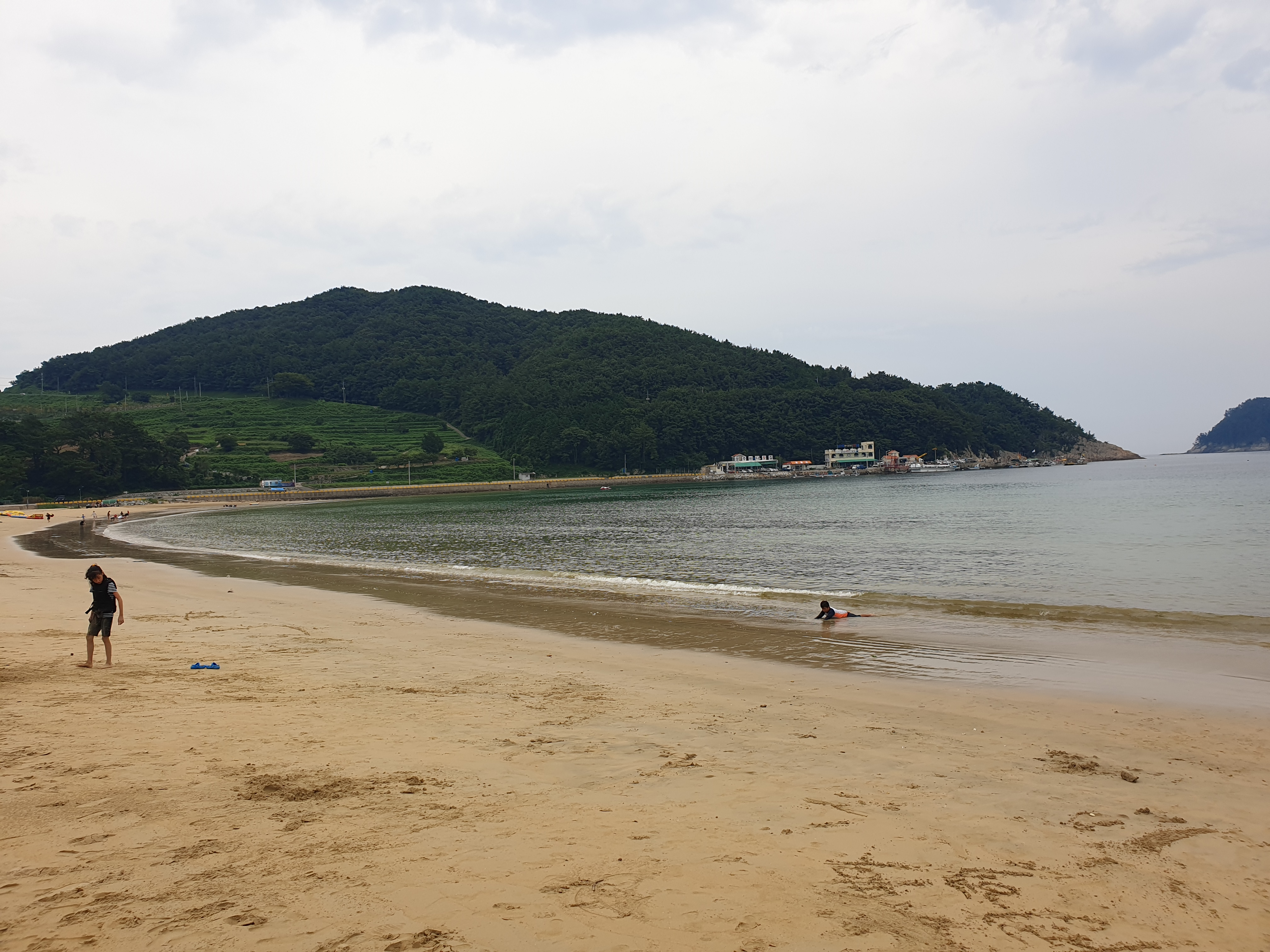
상주은모래비치

상주은모래비치해변은 대한민국 경상남도 남해군 상주면 상주리에 위치한 해수욕장이다.